# A Shadow of My Future Self
A Shadow of My Future Self è il primo album in studio del cantante britannico Ross Jennings, pubblicato il 19 novembre 2021 dalla Graphite Records.

## Tracce
Testi e musiche di Ross Jennings, eccetto dove indicato.
1. Better Times – 4:09
2. Words We Can't Unsay – 5:04
3. Violet – 5:30
4. The Apologist – 4:56
5. Rocket Science – 4:15
6. Catcher in the Rye – 5:19
7. Since That Day – 3:25
8. Young at Heart – 8:14
9. Feelings – 4:57
10. Third Degree – 4:35
11. Phoenix – 11:51
12. Grounded – 8:03
13. Year – 4:56
14. Be the One (Bonus Track) – 3:26 (Lucy Taylor, Nicholas Gale, Jack Tarrant)

Traccia bonus nell'edizione giapponese
1. Third Degree (Orchestral Version) – 4:35

## Formazione
Musicisti
- Ross Jennings – voce, chitarra
- Nathan Navarro – basso, voce aggiuntiva (traccia 11)
- Simen Sandnes – batteria, voce aggiuntiva (traccia 11)
- Vikram Shankar – pianoforte, tastiera, arrangiamento orchestrale, voce aggiuntiva (traccia 11)
- Kristian Frostad – lap steel guitar
- Blåsemafian
  - Jørgen Lund Karlsen – sassofono, arrangiamento ottoni (traccia 2)
  - Sigurd Evensen – trombone
  - Stig Espen Hundsnes – tromba
- Danielle Sassi – flauto traverso
- Yulia Jennings – voce aggiuntiva (traccia 11)
- Dylan Laine – voce aggiuntiva (traccia 11)
- Amanda Wilson – voce aggiuntiva (traccia 11)
- Paul Winstanley – voce aggiuntiva (traccia 11)
- Karim Sinno – voce aggiuntiva (traccia 11)
- Clea Daher – voce aggiuntiva (traccia 11)
- Fredrik Bergersen Klemp – voce aggiuntiva (traccia 11)

Produzione
- Ross Jennings – produzione
- Karim Sinno – missaggio, montaggio e ingegneria del suono aggiuntivi
- Ermin Hamidovic – mastering
- Paul "Win" Winstanley – registrazione e ingegneria voce e chitarra aggiuntiva